# Lac de Lispach
Le lac de Lispach est situé dans le département des Vosges, en Lorraine, dans la région Grand Est, sur la commune de La Bresse.

## Géographie

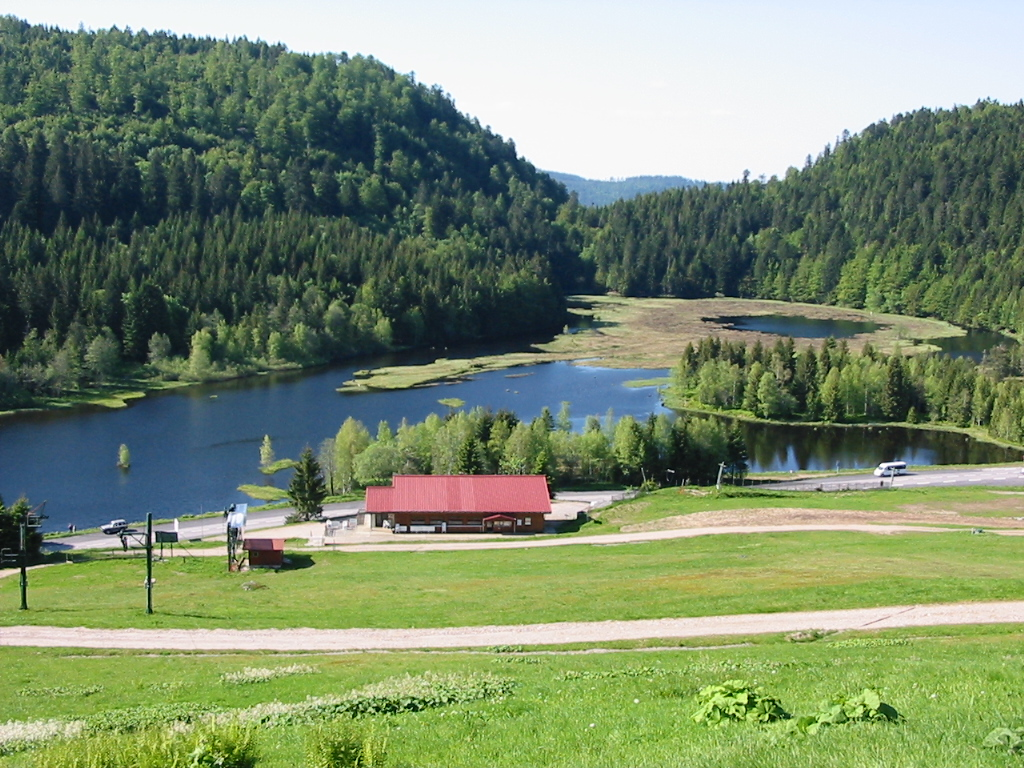
L'emprise de la tourbière sur le lac

Le lac occupe une cuvette glaciaire d'altitude traversée par un affluent droit de la Moselotte, le Chajoux, de 7,7 km de longueur. Sa superficie est de 0,1 km2 .
Une grande partie de son emprise est occupée par une tourbière, sèche du côté amont et humide, voire submergée vers l'aval.

## Hydronymie
La mer de Wispach (1627), Lac de Lispach (XVIIIe siècle), Lac de Vispach (1836). 

## Histoire
Xavier Thiriat, naturaliste vosgien, écrivait en 1882 : « Le lac recouvert d'une épaisse couche de végétation palustre, comme le lac de Blanchemer, finira par se transformer en tourbière.»
L'activité humaine du XXe siècle allait inverser cette affirmation.
- 1914 : Première retenue d'eau au bénéfice des tissages et des scieries de la vallée du Chajoux.
- 1943 : Amélioration du barrage.
- 1948 : Érection d'un barrage en aval, au lieudit La Ténine, pour doubler la capacité.
- 1961 : Mise en service de l'actuel barrage de Lispach.
- 1970 : Établissement d'une convention annuelle entre la commune et les industriels.
- 1990 : Arrêt de l'utilisation des eaux du lac à des fins industrielles. Le niveau du lac est alors stabilisé.

## Tourisme et loisirs
- Un sentier jalonné de panneaux informatifs fait le tour du lac : 1 h 30 pour 3 km[notes 1]. Des visites guidées de la tourbière sont proposées par l'Office du tourisme bressaud.
- Malgré l'acidité de son eau[4], le lac est poissonneux[5].
- Une station de ski familiale profite de la pente qui fait face au lac[6].